# Murtin-et-Bogny
Murtin-et-Bogny ist eine französische Gemeinde mit 175 Einwohnern (Stand: 1. Januar 2022) im Département Ardennes in der Region Grand Est (bis 2015 Champagne-Ardenne). Sie gehört zum Arrondissement Charleville-Mézières, zum Kanton Rocroi und zum Gemeindeverband Vallées et Plateau d’Ardenne. 

## Geografie
Die Gemeinde Murtin-et-Bogny liegt am Floss Sormonne am Südwestrand der Ardennen im 2011 gegründeten Regionalen Naturpark Ardennen, 13 Kilometer nordwestlich von Charleville-Mézières. Umgeben wird Murtin-et-Bogny von den Nachbargemeinden Rimogne im Norden, Harcy im Nordosten, Sormonne im Osten, Remilly-les-Pothées im Süden, Rouvroy-sur-Audry im Südwesten sowie Le Châtelet-sur-Sormonne im Westen.

## Bevölkerungsentwicklung
| Jahr                       | 1962 | 1968 | 1975 | 1982 | 1990 | 1999 | 2006 | 2011 | 2019 |
| Einwohner                  | 155  | 142  | 131  | 128  | 126  | 142  | 174  | 177  | 186  |
| Quellen: Cassini und INSEE |      |      |      |      |      |      |      |      |      |

## Sehenswürdigkeiten
- Kirche Sainte-Marguerite in Murtin
- Kirche Sant-Rémi in Bogny
- Château Bogny

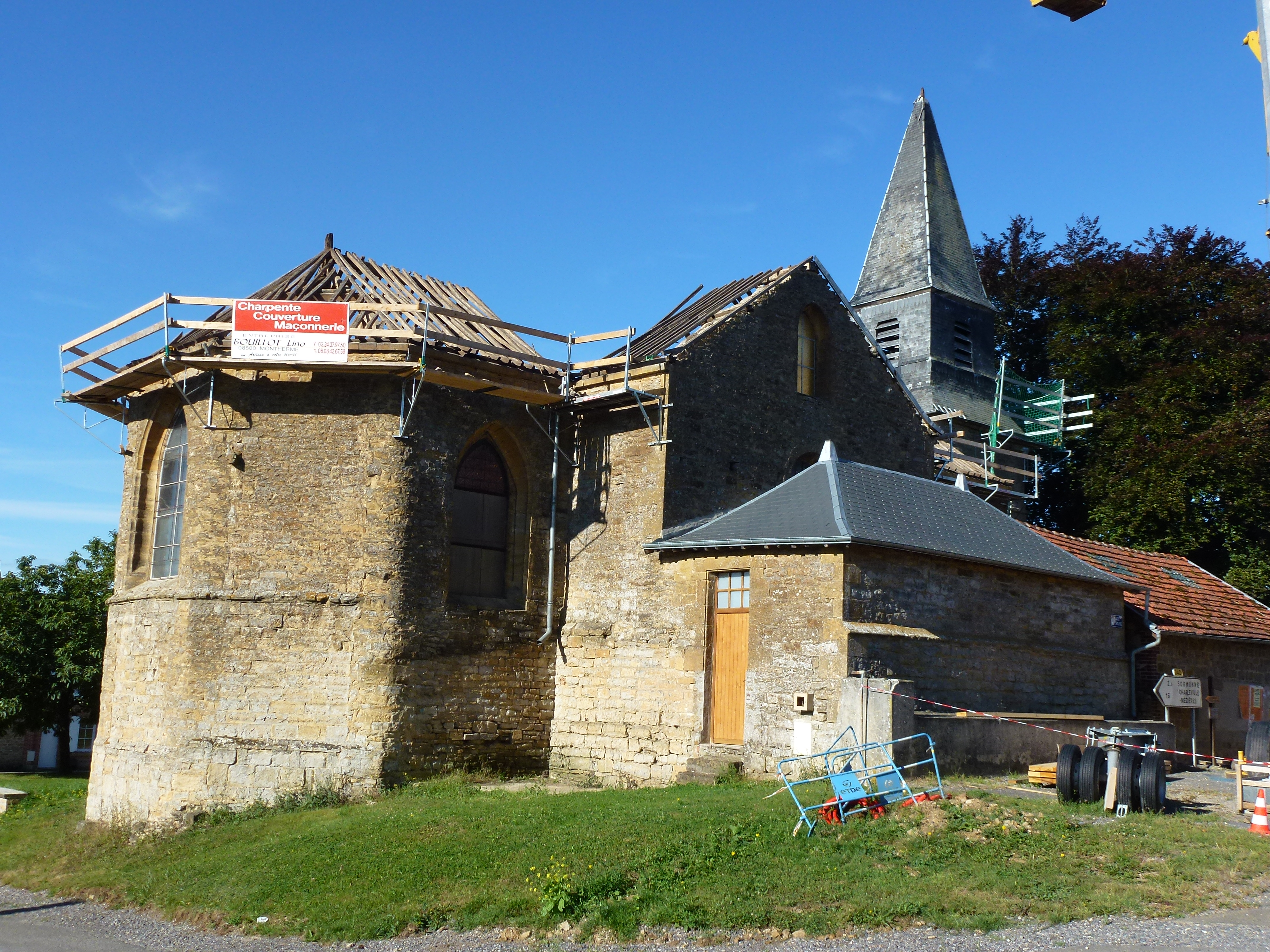
Kirche Sainte-Marguerite
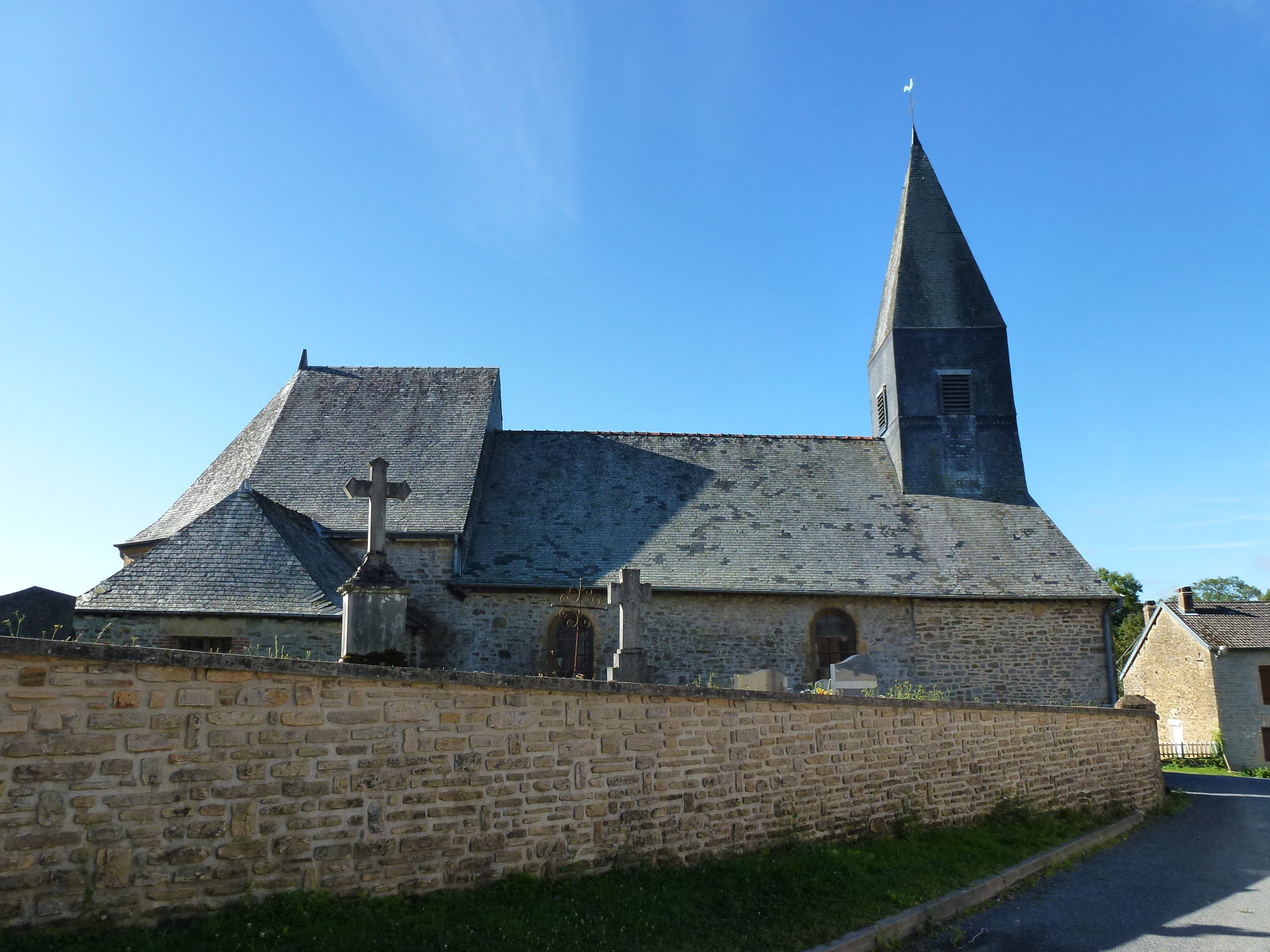
Kirche Sant-Rémi
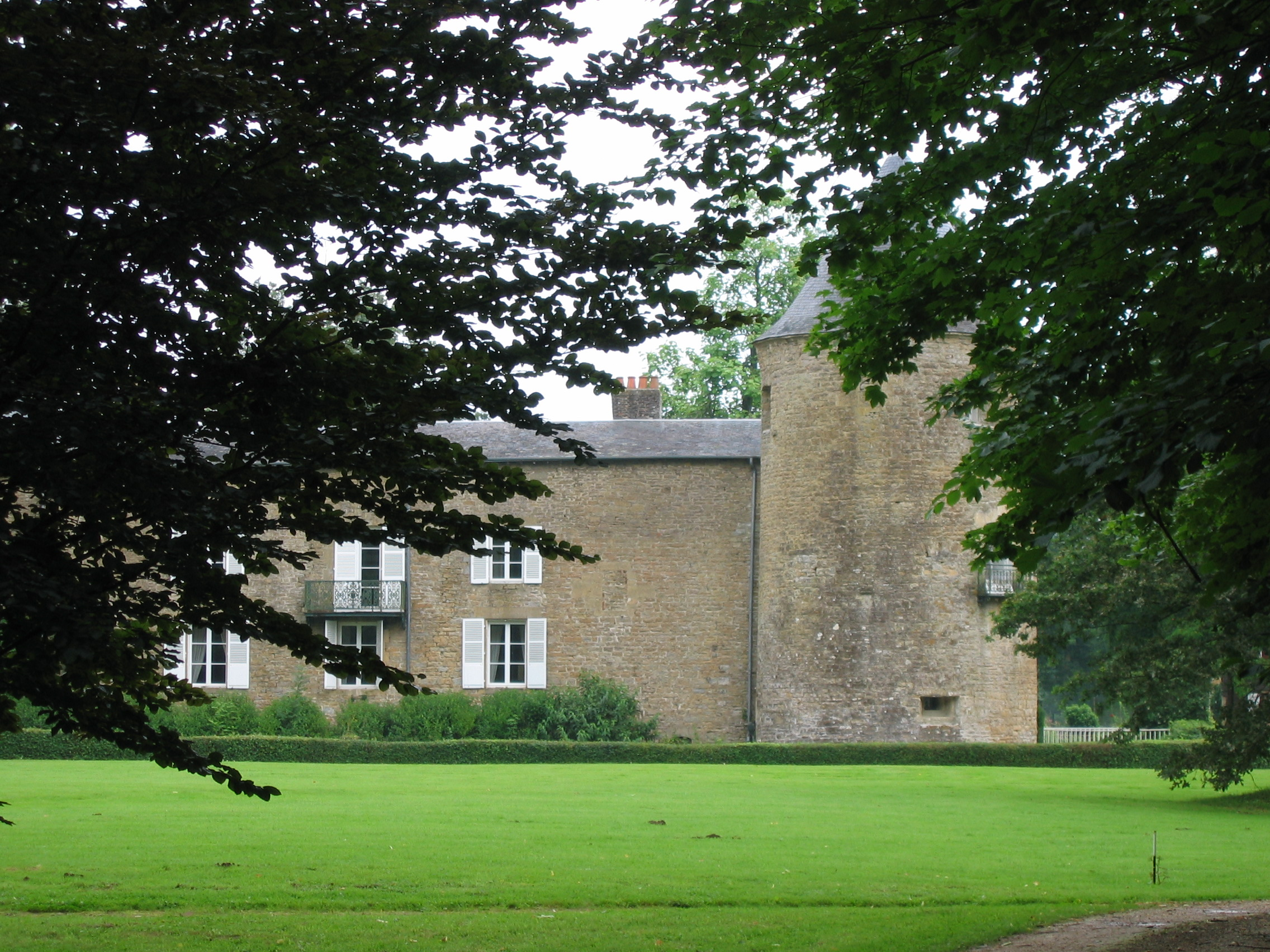
Château Bogny